# 오경정의
오경정의(五經正義)는 중국 당(唐) 태종(太宗)의 칙으로 공영달(孔潁達) 등이 편찬한 5경의 소(疏)이다. 태종 정관(貞観) 연간에 편찬을 시작해 고종(高宗) 영휘(永徽) 연간(650년~653년)에 완성되었다. 총 180권으로 이루어져 있다.

## 개요
유교의 경전을 연구하는 경학(經學)에서 한(漢), 위(魏)의 시대가 본문인 「경」(經)에 대한 「주」(注)의 시대였다면, 남북조 시대(南北朝時代)는 그 「주」에 대한「의소」(義疏)의 학문이 성행했던 시대였다고 할 수 있다. 그러나 남조와 북조에서 각각 지지하는 설이 달라 의견이 분분했다. 태종은 유교의 성대함을 과시하고 나아가 남북의 여러 학설을 통일하겠다는 의도를 품고 공영달로 대표되는 많은 유학자들을 동원하여 「오경의훈」(五経義訓, 훗날의 정의正義)를 짓게 했다. 유교의 근본적 경서인 역경(易經), 시경(詩經), 서경(書經), 예기(禮記), 춘추(春秋) 등 5경의 해석을 중심으로 해서 한(漢) 이래의 고전 해석학을 집대성한 것으로서, 남북조의 여러 학설을 통일한다는 본래 의도에서 그치지 않고 결과적으로는 옛 남조(南朝) 지역의 남인(南人)들이 받들던 주・소를 많이 채용하였다.
《오경정의》는 5경의 해석을 통일하기 위한 것으로 한대 이래 훈고학(訓誥學)의 총결산이라고 할 만한 것이었으나, 과거(科擧)에 응시하는 여러 학생들이 이를 암기하는 데에 매달리게 되고, 《오경정의》 이외의 다른 주와 의소는 잊혀지면서 결과적으로는 당대 경학이 정체되고 학문의 고정화를 불러왔다는 문제점이 있다.

## 구성
《오경정의》에서 대상으로 하는 주와 저본은 다음과 같다.
| 책 이름            | 주(注)                                              | 저본으로 한 책 |
| ------------------ | --------------------------------------------------- | --- |
| 주역정의(周易正義) | 왕필(王弼) 주・한강백(韓康伯) 주                    | 저본 없음. 저중도(褚仲都)의 《주역강소》(周易講疏), 장기(張譏)의 《주역강소》, 주홍정(周弘正)의 《주역의소》(周易義疏), 하타(何妥)의 《주역강소》를 절충. |
| 상서정의(尚書正義) | 공안국(孔安國)에 가탁한 위본                        | 유작(劉焯)의 《상서의소》(尙書義疏), 유현(劉炫)의 《상서술의》(尙書述義)                                                                                  |
| 모시정의(毛詩正義) | 모형(毛亨)・모장(毛萇)이 전하고 정현(鄭玄)이 전(箋) | 유작의 《모시의소》(毛詩義疏), 유현의 《모시술의》(毛詩述義)                                                                                              |
| 예기정의(禮記正義) | 정현 주                                             | 황간(皇侃)의 《예기의소》(禮記義疏), 웅안생(熊安生)의 《예기의소》                                                                                        |
| 춘추정의(春秋正義) | 두예(杜預)의 《춘추경전집해》(春秋經傳集解)         | 유현의 《춘추술의》(春秋述義), 심문아(沈文阿)의 《춘추경전의략》(春秋經傳義略)                                                                            |

## 번역
《오경정의》는 송대(宋代)에는 경주(経注)와 합각하여 《십삼경주소》(十三経注疏)에 수록하였다. 한국에는 이 십삼경주소의 하나로써 전통문화연구회에서 나온 각 정의의 번역본이 있으며, 2014년까지 《상서정의》가 번역되어 출간되었다(《주역정의》는 1987년에 아세아문화사에서 이정호가 번역 소개).

## 참고 문헌
- 이 문서에는 다음커뮤니케이션(현 카카오)에서 GFDL 또는 CC-SA 라이선스로 배포한 글로벌 세계대백과사전의 내용을 기초로 작성된 글이 포함되어 있습니다.